# Elżbieta Krzesińska
Elżbieta Maria Krzesińska-Duńska (Warschau, 11 november 1934 – aldaar, 29 december 2015) was een Poolse atlete, die was gespecialiseerd in het verspringen. Ze werd olympisch kampioene en meervoudig Pools kampioene in deze discipline. In totaal nam ze driemaal deel aan de Olympische Spelen en won hierbij één gouden en één zilveren medaille. Ze was ook een sterk hordeloopster en meerkampster, getuige haar nationale titels.

## Biografie

### Voor het eerst naar de Olympische Spelen
In 1952 boekte Krzesińska haar eerste succes bij de senioren met het winnen van het verspringen bij de Poolse kampioenschappen. In datzelfde jaar mocht ze haar land vertegenwoordigen op de Olympische Spelen van Helsinki. Hier had zij een zilveren medaille kunnen veroveren, als niet haar lange, gevlochten paardenstaart bij het neerkomen een afdruk had achtergelaten. Na rijp beraad stelde de jury zich op het standpunt, dat de staart een deel van het lichaam was en dus werd er vanaf die afdruk gemeten. Dat scheelde zo’n 60 cm, waardoor Krzesińska nu met een afstand van 5,65 m als twaalfde eindigde.
Twee jaar later was zij ook present op de Europese kampioenschappen in Bern, waar zij ten slotte haar eerste internationale medaille uit het vuur sleepte: ze werd derde bij het verspringen met 5,83.

### Olympische kampioene met wereldrecordsprong
Haar grootste prestatie leverde Krzesińska op de Olympische Spelen van 1956 in Melbourne. Met een evenaring van het wereldrecord van 6,35, dat zijzelf enkele maanden eerder in Boedapest had gevestigd, won ze een gouden medaille bij het verspringen. Vier jaar later op de Olympische Spelen van Rome was ze opnieuw succesvol. Ditmaal won ze een zilveren medaille met een beste poging van 6,27. Deze sprong werd alleen overtroffen door de Sovjet-Russische Vera Krepkina, die de wedstrijd won met 6,37.
Op de EK in 1962 in Belgrado won ze een zilveren medaille. Met een beste poging van 6,22 eindigde ze achter Tatyana Shchelkanova (goud; 6,36) en voor de Britse Mary Rand (brons; 6,22).

### Tandarts
Krzesińska was sinds 1955 getrouwd met haar trainer Andrzej Krzesiński, die eveneens in 1960 zijn land vertegenwoordigde bij het polsstokhoogspringen. Samen hadden ze een dochter en twee kleinkinderen. Ze woonden bijna twintig jaar in Eugene, maar keerden in 2000 terug naar Polen. Van beroep was ze tandarts.

## Titels
- Olympisch kampioene verspringen - 1956
- Pools kampioene verspringen - 1952, 1953, 1954, 1957, 1959, 1962, 1963
- Pools kampioene 80 m horden - 1957
- Pools kampioene vijfkamp - 1953, 1962

## Persoonlijk record
| Onderdeel   | Prestatie      | Datum            | Plaats    |
| ----------- | -------------- | ---------------- | --------- |
| verspringen | 6,35 m (ex-WR) | 20 augustus 1956 | Boedapest |

## Wereldrecords
| Afstand (m) | Datum      | Plaats    |
| ----------- | ---------- | --------- |
| 6,35        | 20.08.1956 | Boedapest |
| 6,35        | 27.11.1956 | Melbourne |

## Palmares

### verspringen
- 1952: 12e OS - 5,65 m
- 1954:  EK - 5,83 m
- 1956:  OS - 6,35 m (ev-WR)
- 1959:  Universiade - 5,94 m
- 1960:  OS - 6,27 m
- 1961:  Universiade - 6,11 m
- 1962:  EK - 6,22 m

### 80 m horden
- 1959:  universiade - 11,5 s

1948: Olga Gyarmati ·
1952: Yvette Williams ·
1956: Elżbieta Krzesińska ·
1960: Vera Krepkina ·
1964: Mary Rand ·
1968: Viorica Viscopoleanu ·
1972: Heide Rosendahl ·
1976: Angela Voigt ·
1980: Tatjana Kolpakova ·
1984: Anișoara Cușmir-Stanciu ·
1988: Jackie Joyner-Kersee ·
1992: Heike Drechsler ·
1996: Chioma Ajunwa ·
2000: Heike Drechsler ·
2004: Tatjana Lebedeva ·
2008: Maurren Maggi ·
2012: Brittney Reese ·
2016: Tianna Bartoletta ·
2020: Malaika Mihambo ·
2024: Tara Davis-Woodhall
- International Standard Name Identifier: 0000 0004 3820 0075
- Nationale Bibliotheek van Polen: a0000003335735
- Virtual International Authority File: 311250561